# Emirates Cup 2009
Navigation
Édition précédente Édition suivante
L’édition 2009 de l'Emirates Cup est la troisième de cette compétition de football amicale organisée par Arsenal. Elle s'est tenue les 1er et 2 août 2009 à l'Emirates Stadium.

## Classement final
| Rang | Équipe             | Pts | J | G | N | P | Bp | Bc | Diff |
| ---- | ------------------ | --- | - | - | - | - | -- | -- | ---- |
| 1    | Arsenal FC         | 11  | 2 | 2 | 0 | 0 | 5  | 1  | +4   |
| 2    | Glasgow Rangers    | 4   | 2 | 1 | 0 | 1 | 1  | 3  | -2   |
| 3    | Atlético de Madrid | 3   | 2 | 0 | 1 | 1 | 2  | 3  | -1   |
| 4    | Paris SG           | 2   | 2 | 0 | 1 | 1 | 1  | 2  | -1   |

## Journée

### 1erjour
| 1er août 2009 15:00 WEST | Glasgow Rangers | 1–0 | Paris SG | Emirates Stadium, Londres |
|                          | Bougherra 77e   |     |          |                           |
|                          | Rapport         |     |          |                           |

| 1er août 2009 17:15 WEST | Arsenal            | 2–1 | Atlético de Madrid | Emirates Stadium, Londres |                      |
|                          | Archavine 85e, 90e |     | German Pacheco 87e | Spectateurs : 54 224      | Spectateurs : 54 224 |
|                          | Rapport            |     |                    | Spectateurs : 54 224      | Spectateurs : 54 224 |

### 2ejour
| 2 août 2009 15:00 WEST | Paris SG               | 1–1 | Atlético de Madrid | Emirates Stadium, Londres |  |
|                        | Baning 39e · Giuly 71e |     | Agüero 41e (pen.)  |                           |  |
|                        | Rapport                |     |                    |                           |  |

| 2 août 2009 17:15 WEST | Arsenal                        | 3–0 | Glasgow Rangers | Emirates Stadium, Londres |                      |
|                        | Wilshere 2e, 72e · Eduardo 10e |     |                 | Spectateurs : 56 758      | Spectateurs : 56 758 |
|                        | Rapport                        |     |                 | Spectateurs : 56 758      | Spectateurs : 56 758 |

## Meilleurs buteurs
2 buts
- Andreï Archavine (Arsenal)
- Jack Wilshere (Arsenal)

1 but
- Bougherra (Glasgow Rangers)
- German Pacheco (Atlético de Madrid)
- Ludovic Giuly (Paris SG)
- Sergio Agüero (Atlético de Madrid)
- Eduardo (Arsenal)